# TRT Haber
TRT Haber — турецкий новостной канал, основанный TRT 18 марта 2010 года, когда он начал вещание на предыдущей частоте TRT 2. 18 ноября 2013 года он сменил логотип и студию и одновременно начал вещание в HD.
В 2019 году Департамент новостей и спортивных передач, в который входили каналы TRT Haber и TRT Spor, был упразднен и вместо этого продолжил свои передачи в качестве координатора новостного канала TRT. Это был самый просматриваемый новостной канал Турции в период с 2018 по ноябрь 2020 года. 22 сентября 2020 года канал изменил свой семилетний логотип.

## Единицы
TRT Haber изменила свою организационную структуру благодаря усилиям по цифровизации. В дополнение к координатору новостей, отвечающему за телевизионные новости, был назначен помощник координатора канала, ответственный за цифровое вещание. Услуга Telegün (телетекст), которая существует уже 30 лет, также зависит от цифрового вещания.
У координатора новостей есть помощники, отвечающие за производство, трансляцию и визуальные работы. При этих подразделениях были организованы Юртовые новости, Зарубежные новости, Центральные новости Анкара, Стамбульское и региональные управления.
Кроме того, в обновлении организационной структуры в 2019 году была создана Дирекция специальных новостей.

## Руководители и Ведующие
- Заместитель координатора новостей (производство): Айсун Торун Орхан

- Заместитель координатора новостей (трансляция): Юмит Четин

- Заместитель координатора новостей по визуальным вопросам: Кемаль Согукдере

- Менеджер программы: Четин Озай

- Центральное управление новостей: Севал Йылмазтекин

- тамбульское управление новостей: Ихсан Йылмаз

- Yurt News Директор: Муслим Демирджан

- Менеджер по зарубежным новостям: Озджан Тикит

- Менеджер специальных новостей: Ахмет Багчечи

- Заместитель координатора канала по финансовым и административным вопросам: Аднан Албайрак

## Программы
Основная статья: Список программ, транслируемых TRT Haber

## Логотип

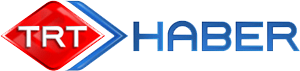
18 марта 2010 г. - 18 ноября 2013 г.
18 ноября 2013 г. - 22 сентября 2020 г.
[tr→ru]22 Eylül 2020 - günümüz